# Festival de Cine de Telluride
El Festival de Cine de Telluride es un festival de cine anual celebrado en Telluride, Colorado, durante el fin de semana del día del trabajo.

## Historia
El festival fundado en 1974 por Scott Brown, presidente del Consejo para las Artes y Humanidades de Telluride; Bill y Stella Pence, Tom Luddy y James Card de Eastman-Kodak Film Preserve.
En 2007 los Pences se retiraron del proyecto. Julie Huntsinger y Gary Meyer fueron contratados para dirigir el festival con Tom Luddy. Huntsinger actualmente es el director ejecutivo.
En 2010, el festival se asoció con la Escuela de Teatro, Cine y Televisión de la UCLA. De esta asociación nació FilmLab, programa que se enfoca en la producción cinematográfica, destinado para diez cineastas seleccionados de la UCLA. La asociación se extendió en 2012, los dos socios crearon un programa de cine curado mutuamente en el campus de la UCLA en Westwood, Los Ángeles.

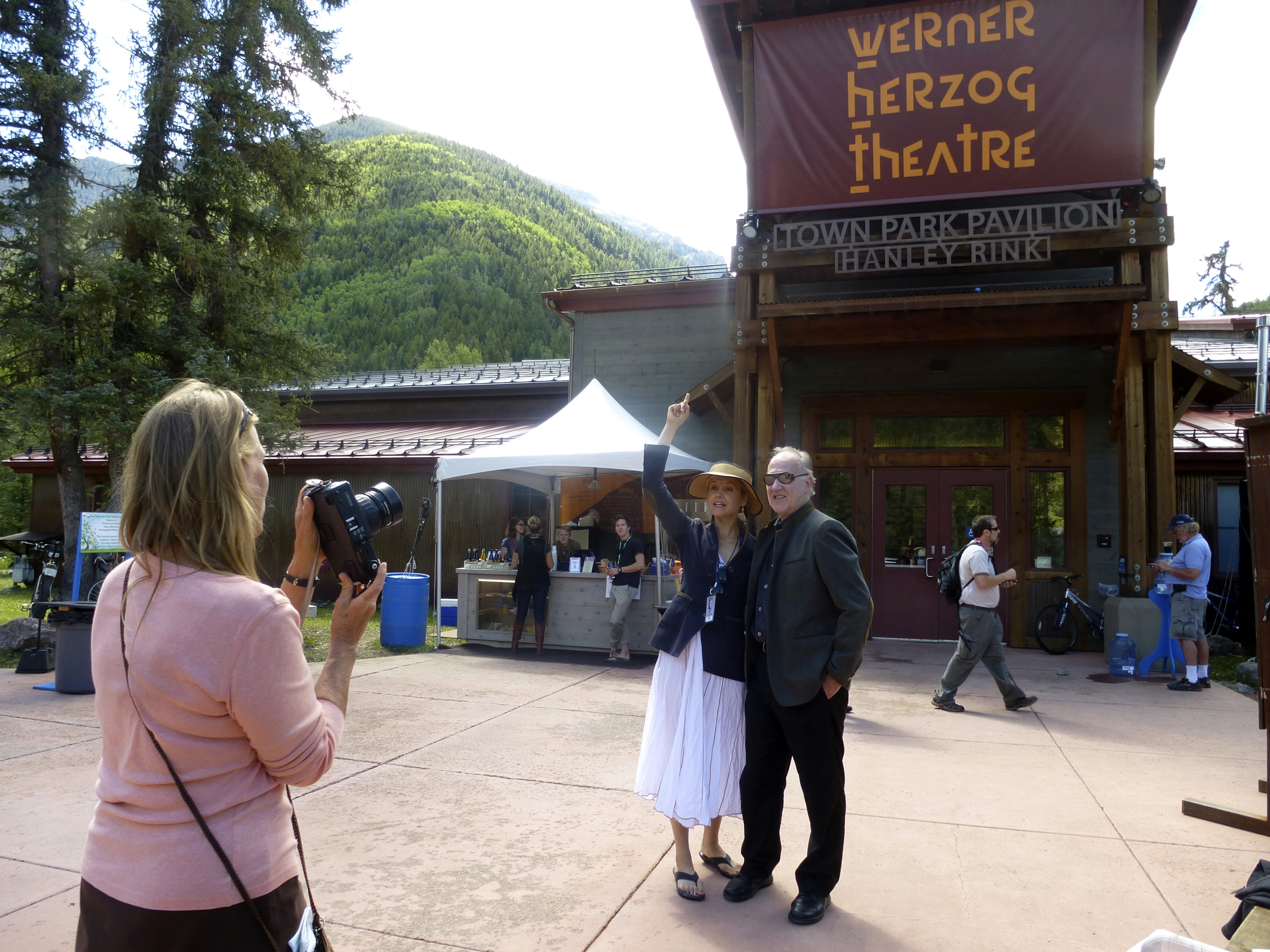
Werner Herzog y Lena Herzog en el festival en 2013.

En 2013 el festival celebró su aniversario número 40 con la incorporación de un nuevo espacio, el Teatro Werner Herzog, y un día más de programación.

## Programa
El programa consta de películas, y hay una tradición informal que establece que para que las nuevas películas sean idóneas para el festival, tienen que haberse estrenado por primera vez en Estados Unidos. El Festival de Cine de Telluride está bien situado en el rango internacional de festivales de cine, su posición se encuentra después del Festival de Cannes, pero antes que el Toronto International Film Festival y el New York Film Festival. Su insistencia con los estrenos ha llevado al festival a estar relacionado con el descubrimiento de nuevas películas, directores y directoras de cine. Y es verdaderamente cierto en el caso de Michael Moore (quien mostró su primera película Roger and Me allí, en 1989) y Robert Rodríguez (quien expuso su primer trabajo El Mariachi en un festival por primera vez, en el año 1992). El festival también ha tenido estrenos de películas estadounidenses como Mi cena con André (Louis Malle, 1981), Terciopelo Azul (David Lynch, 1986), Brokeback Mountain (Ang Lee, 2005), The Imitation Game (Morten Tyldum, 2014), Moonlight (Barry Jenkins, 2016), and Lady Bird (Greta Gerwig, 2017). 
Desde 1995, anualmente se premia con una medalla especial a, normalmente, alguien o algo (específicamente no director) que haya tenido un gran impacto en Estados Unidos o la cultura de cine internacional. Algunos de los premiados en años anteriores han sido HBO, la revista francesa de cinema Positif, Ted Turner y Janus Films.

### La Medalla de Plata
Cada año, también, el festival realiza tres homenajes a tres personas distintas, y cada una es galardonada con la medalla de plata del Festival de Cine de Telluride. En el año 1974 se homenajeó a Francis Ford Coppola, Gloria Swanson y Leni Reifenstahl, y desde entonces personajes como Penélope Cruz, Clint Eastwood, Jodie Foster, Ang Lee o David Lynch también han recibido el premio.